# Franciszek Steuer
Franciszek Steuer (1818-1886) – c.k. starosta nowotarski w latach 1871–1882.
Odznaczony Złotym Krzyżem Zasługi z Koroną. 23 maja 1872 otrzymał tytuł Honorowego Obywatela Miasta Nowego Targu.